# Steatocranus
Steatocranus là một chi cá trong họ Cá rô phi (Cichlidae). Trong số các chi này có loài Steatocranus sasuarius hay cá ali đầu trâu được ưa chuộng sử dụng để làm cảnh.

## Các loài
- Steatocranus bleheri M. K. Meyer, 1993
- Steatocranus casuarius Poll, 1939 (Lionhead cichlid)
- Steatocranus gibbiceps Boulenger, 1899
- Steatocranus glaber T. R. Roberts & D. J. Stewart, 1976
- Steatocranus irvinei (Trewavas, 1943)
- Steatocranus mpozoensis T. R. Roberts & D. J. Stewart, 1976
- Steatocranus rouxi (Pellegrin, 1928)
- Steatocranus tinanti (Poll, 1939)
- Steatocranus ubanguiensis T. R. Roberts & D. J. Stewart, 1976

## Cá cảnh
Cá Ali đầu trâu hay còn được gọi là cá Cichlid đầu Sư Tử hay cá Cichlid đầu bướu hay Thằn Lằn Nam Mỹ, tuy nhiên chúng không hề xuất xứ từ Nam Mỹ, mà chúng sinh ra từ những nhánh sông của Congo, châu Phi. Những con cá Ali đầu Trâu khá giống những con cá bống về hình dáng cũng như phong cách bơi lội. Chúng sống hòa bình và đạt kích thước 10 inch khi trưởng thành. Chúng có khả năng ngụy trang tốt do cơ thể có những dải màu nâu xám xen kẽ thành những sọc ngụy trang, với một cái bướu ở trên đỉnh đầu, cái bướu càng to khi cá càng nhiều tuổi. Chúng bắt cặp và đào hang dưới những tảng đá để sinh sản, sau khi được thụ tinh, trứng sẽ nở sau khoảng 1 tuần.